# Juan Pedro Luna
Juan Pedro Luna (Buenos Aires, 1787 - diciembre de 1859) fue un militar argentino que se destacó como jefe de la artillería en las campañas del Ejército del Norte y en el Ejército de los Andes.

## Biografía
Era un joven comerciante que participó en la lucha contra las Invasiones Inglesas y se enroló en el Regimiento de Artillería de la Unión del ejército español.
A fines de 1809 marchó al Alto Perú formando parte de la expedición del general Vicente Nieto contra la Revolución de Chuquisaca. Al año siguiente combatió en el combate de Cotagaita y la batalla de Suipacha del lado de los realistas, siendo tomado prisionero.
Pasó al Ejército del Norte de las Provincias Unidas del Río de la Plata y combatió como jefe de una batería de artillería en la batalla de Huaqui; retirado hacia el sur, luchó en la batalla de Tucumán y en la de Salta como jefe de una fracción de la artillería. En las batallas de Vilcapugio y Ayohuma fue el jefe de la artillería del Ejército del Norte. También lo fue en la batalla de Sipe Sipe.
En 1818 se incorporó al Ejército de los Andes, pasando a Chile con posterioridad a la batalla de Maipú; participó en algunas operaciones en el sur de ese país.
En 1820 era el jefe de la artillería que hizo la Expedición de San Martín a Perú, y participó en la Primera campaña de Arenales a la sierra del Perú, combatiendo en la batalla de Cerro de Pasco. Participó en el sitio y asalto del Callao, y fue nombrado jefe de la artillería de la fortaleza.
La sublevación del Callao lo hizo prisionero de los realistas. Cuando los realistas tomaron Lima en 1823, fue llevado prisionero hacia Puno, pero en el camino se escapó, acompañado por el futuro coronel Estomba. La heroica fuga provocó el llamado sorteo de Matucana, por el que fueron ejecutados los dos oficiales que habían cubierto su huida.
Incorporado al ejército de Sucre, participó en la batalla de Ayacucho como oficial de estado mayor.
Regresó a Buenos Aires en 1826, con el grado de coronel. Fue destinado al ejército de operaciones para la Guerra del Brasil, pero no hizo la campaña de Ituzaingó. Fue el comandante de la escuadra de la Laguna Merín, que enfrentó a la escuadra brasileña en dos combates.
En 1831 participó de la campaña del general Balcarce contra la Liga del Interior, dirigida por el general unitario José María Paz, gobernador de Córdoba.
En 1833 se incorporó como jefe de la artillería a la campaña de Rosas al Desierto; pero a poco de llegar al río Colorado, se enteró de que la campaña no era apoyada por el gobernador, general Balcarce. De modo que renunció a su cargo y regresó a Buenos Aires.
Pasó los siguientes veinte años alejado de la política y del ejército, y de los enfrentamientos entre los partidarios y los enemigos de Juan Manuel de Rosas.
En 1853 participó en la defensa contra el Sitio de Buenos Aires impuesto por el general Hilario Lagos. Más tarde fue inspector general de artillería, y pasó a retiro en 1856.
Falleció en Buenos Aires en diciembre de 1859.